# Парламентські вибори в Сан-Марино 1974
Парламентські вибори в Сан-Марино проходили 8 вересня 1974 року. Християнські демократи залишилися найбільшою партією парламенту з 25 з 60 місць. Явка склала 80%. 
Коаліція з Незалежною партією через тертя протрималася 4 роки, після чого в 1978 році були оголошені дострокові вибори.

## Результати
| Партія                                                  | Голоси | %    | Місць | +/–  |
| ------------------------------------------------------- | ------ | ---- | ----- | ---- |
| Християнсько-демократична партія                        | 5 451  | 39,6 | 25    | -2   |
| Комуністична партія                                     | 3 246  | 23,6 | 15    | +1   |
| Незалежна демократична соціалістична партія             | 2 119  | 15,4 | 9     | -2   |
| Соціалістична партія                                    | 1 914  | 13,9 | 8     | +1   |
| Комітет захисту республіки                              | 407    | 3,0  | 1     | нова |
| Демократична народна партія                             | 272    | 2,0  | 1     | нова |
| Рух за конституційні свободи                            | 223    | 1,6  | 1     | 0    |
| Комуністична партія (марксистсько-ленінська) Сан-Марино | 121    | 0,9  | 0     | 0    |
| Недійсних/порожніх бюлетенів                            | 333    | –    | –     | –    |
| Всього                                                  | 14 086 | 100  | 60    | 0    |
| Зареєстрованих виборців/ Явка                           | 17 673 | 79,7 | –     | –    |
| Джерело: Nohlen & Stöver                                |        |      |       |      |